# Klasyfikacja dziesiętna Deweya
Klasyfikacja dziesiętna Deweya, KDD – system klasyfikacji zbiorów bibliotecznych stworzony przez amerykańskiego bibliotekarza Melvila Deweya (1851–1931). Pierwsze wydanie pochodzi z 1876 roku i zawierało jedynie 11 stron tablic oraz indeks przedmiotowy. Kolejne wydania były sukcesywnie rozbudowywane. Drugie, z 1885 roku, miało już 314 stron tablic i około 1000 symboli. 
Wszystkie tablice KDD redagowane są w języku angielskim i wydawane przez Bibliotekę Kongresu w Waszyngtonie, przy współpracy ze Stowarzyszeniem Bibliotek Amerykańskich. Klasyfikacja Deweya stworzona została w układzie dziesiętnym, składa się z 10 działów, z których każdy może być dzielony na kolejne 10 i tak dalej. Symbole są zanotowane cyfrowo, w postaci tak zwanego minimum trzycyfrowego, czyli od 000 do 999. Po trzech cyfrach używa się kropki (.) tworząc symbole rozbudowane. Dewey wprowadził również stałe symbole w postaci poddziałów wspólnych, dla określenia cech formalnych, geograficznych i językowych wspólnych dla wszystkich działów.

## Działy
Schemat działów głównych klasyfikacji Deweya przedstawia się następująco:
- 000	Informatyka, informacje i prace ogólne
- 100	Filozofia
- 200	Religia
- 300	Nauki społeczne
- 400	Język
- 500	Nauka
- 600	Technologia
- 700	Sztuka i rekreacja
- 800	Literatura
- 900	Geografia i historia

Oto (przykładowo) rozwinięcie działu głównego 000:
- 000	Dzieła treści ogólnej
- 010	Bibliografie i katalogi
- 020	Bibliotekoznawstwo
- 030	Encyklopedie ogólne
- 040	Zbiory prac
- 050	Czasopisma treści ogólnej
- 060	Stowarzyszenia
- 070	Dzienniki. Dziennikarstwo
- 080	Dzieła zbiorowe. Wydawnictwa seryjne. Poligrafia
- 090	Rękopisy i książki rzadkie

Klasyfikacja dziesiętna Deweya ulega modyfikacjom, w 2003 roku wyszło jej 22. wydanie.